# Дзјаржинска гора
Дзјаржинска гора или Дзержинска гора (блр. Гара Дзяржынская, рус. Гора́ Дзержи́нская) представља највишу тачку Белорусије и налази се у централном делу Минске области, 30 км западно од Минска, у близини истоименог града — Дзјаржинск. Највиши врх се налази на свега 345 метара надморске висине.
Некада је била позната као Света гора (блр. и рус. Святая гора), а садашње име је добила 1958. године.
Крајем 1990-их на њеном врху је постављена гранитна плоча са натписом на белоруском језику: Дзјаршинска гора. Највиша тачка Белорусије. Надморска висина 345 метара.
Данас је под ораницама.

## Видети
- Географија Белорусије
- Минска област